# Nová Ves (district de Liberec)
Pour les articles homonymes, voir Nová Ves.
Nová Ves (en allemand : Neundorf) est une commune du district et de la région de Liberec, en Tchéquie. Sa population s'élevait à 881 habitants en 2021.

## Géographie
Nová Ves se trouve à 9 km au nord-ouest de Liberec et à 94 km au nord-est de Prague.
La commune est limitée par Chrastava à l'ouest et au nord-ouest, par Frýdlant au nord-est, par Mníšek à l'est, et par Liberec au sud.

## Histoire
La première mention écrite du village date de 1464.

## Administration
La commune se compose de deux sections ou divisions cadastrales :
- Mlýnice
- Nová Ves u Chrastavy

## Galerie

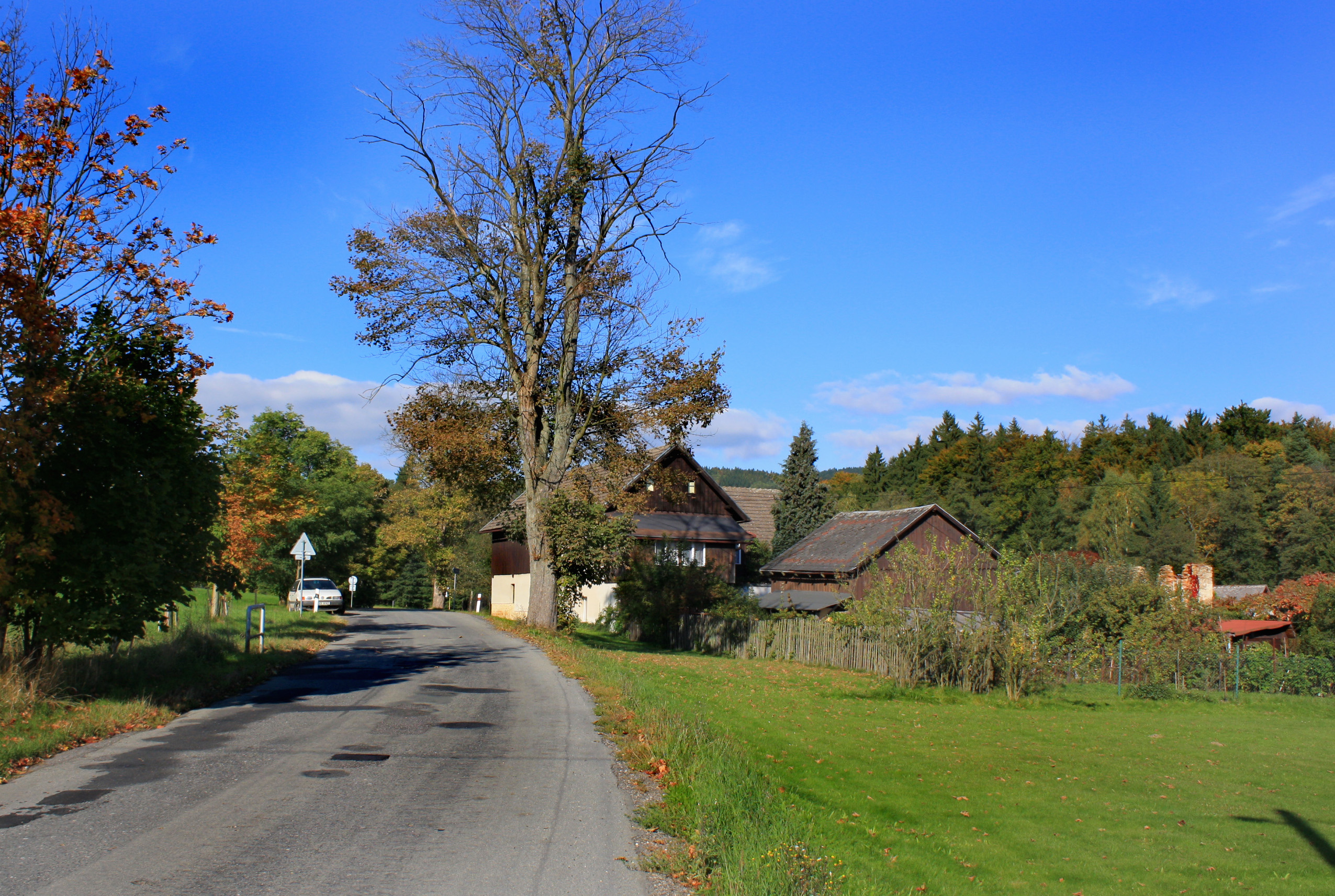
Mlýnice, quartier nord.
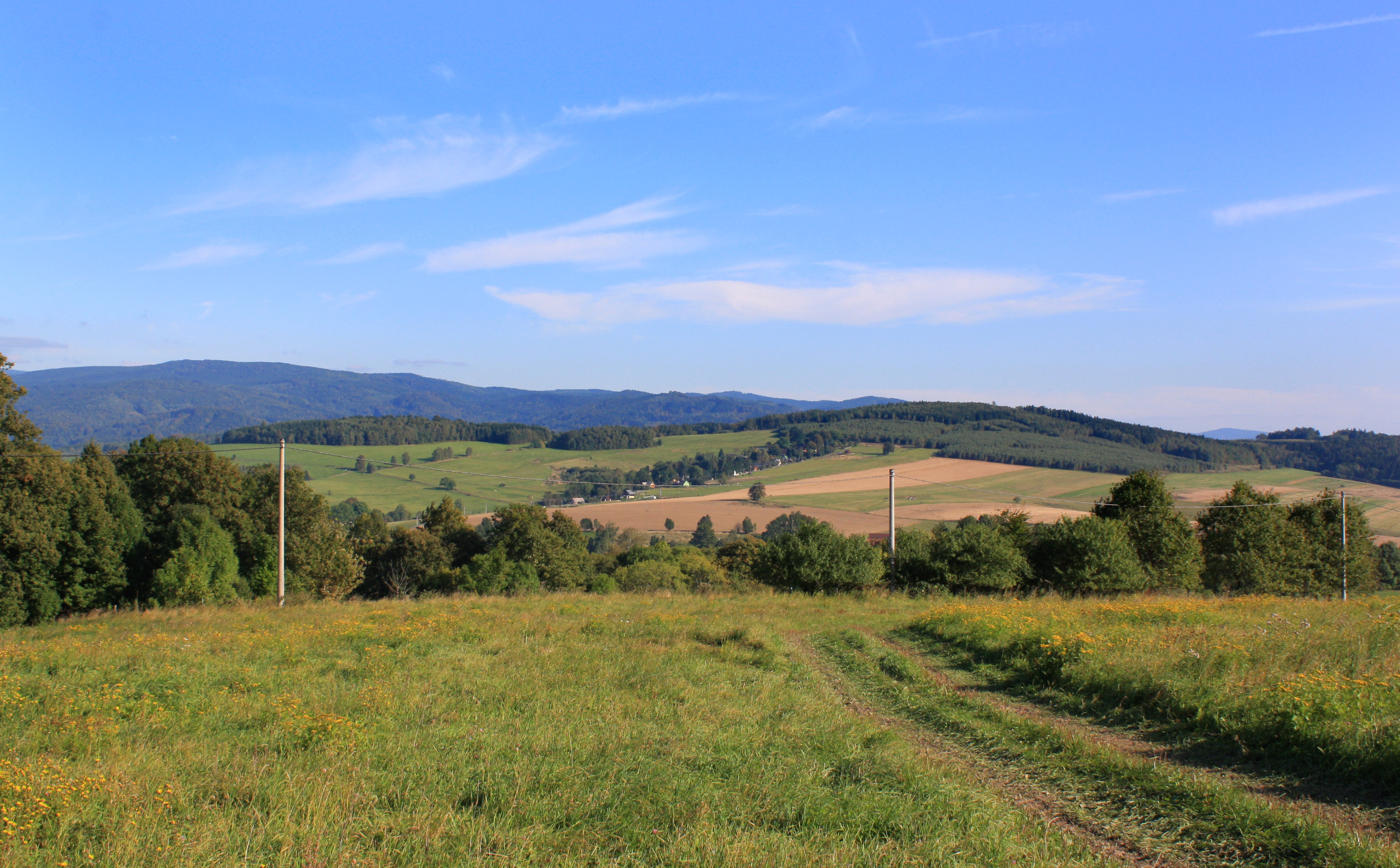
Campagne à Růžek.

## Transports
Par la route, Nová Ves se trouve à 3 km de Chrastava, à 13 km de Liberec et à 122 km de Prague.